# Girolamo Bagnasco

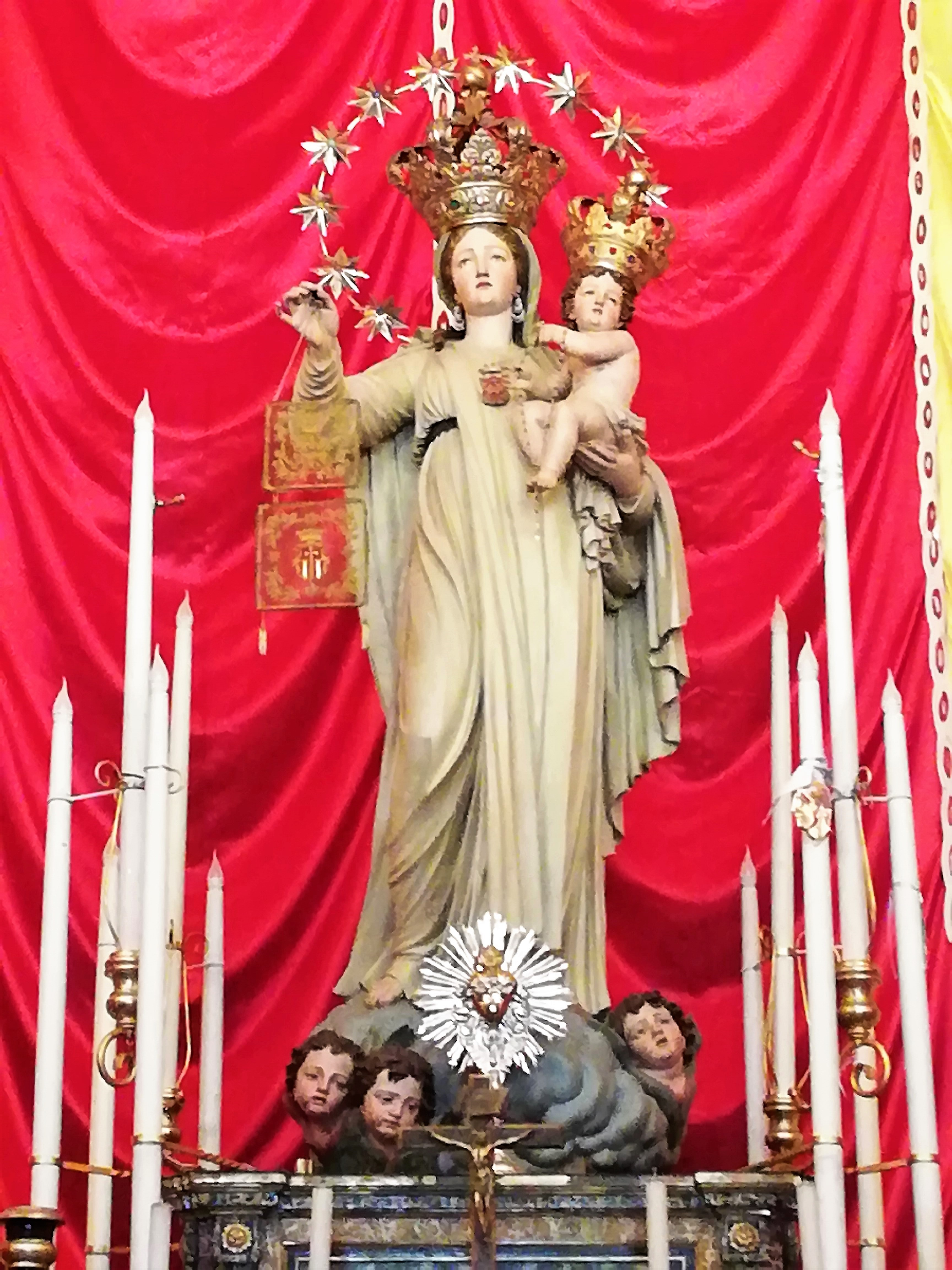
Madonna della Mercede, chiesa di Santa Maria della Mercede.

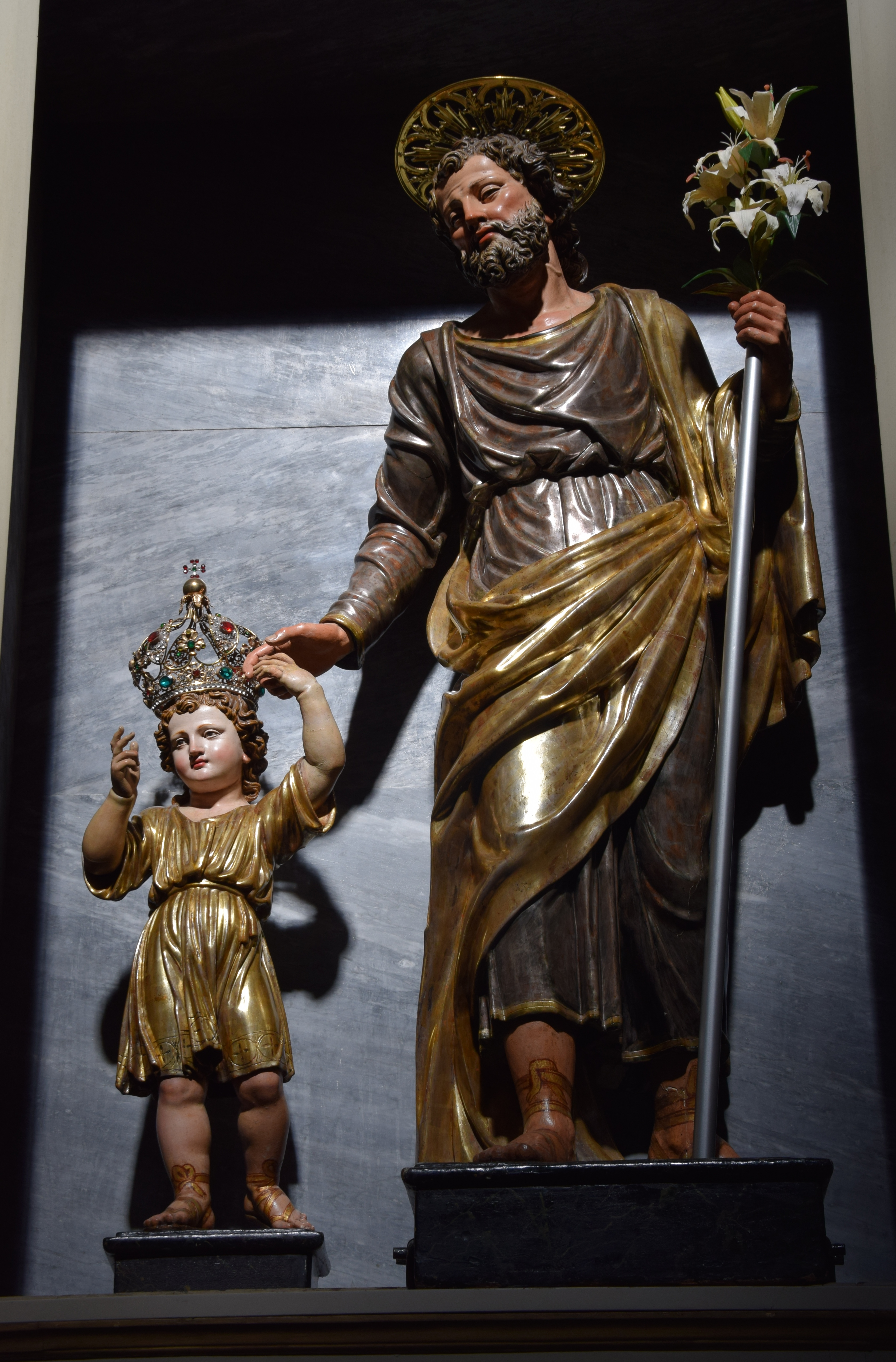
San Giuseppe con il Bambino Gesù, chiesa di Sant'Oliva di Alcamo.

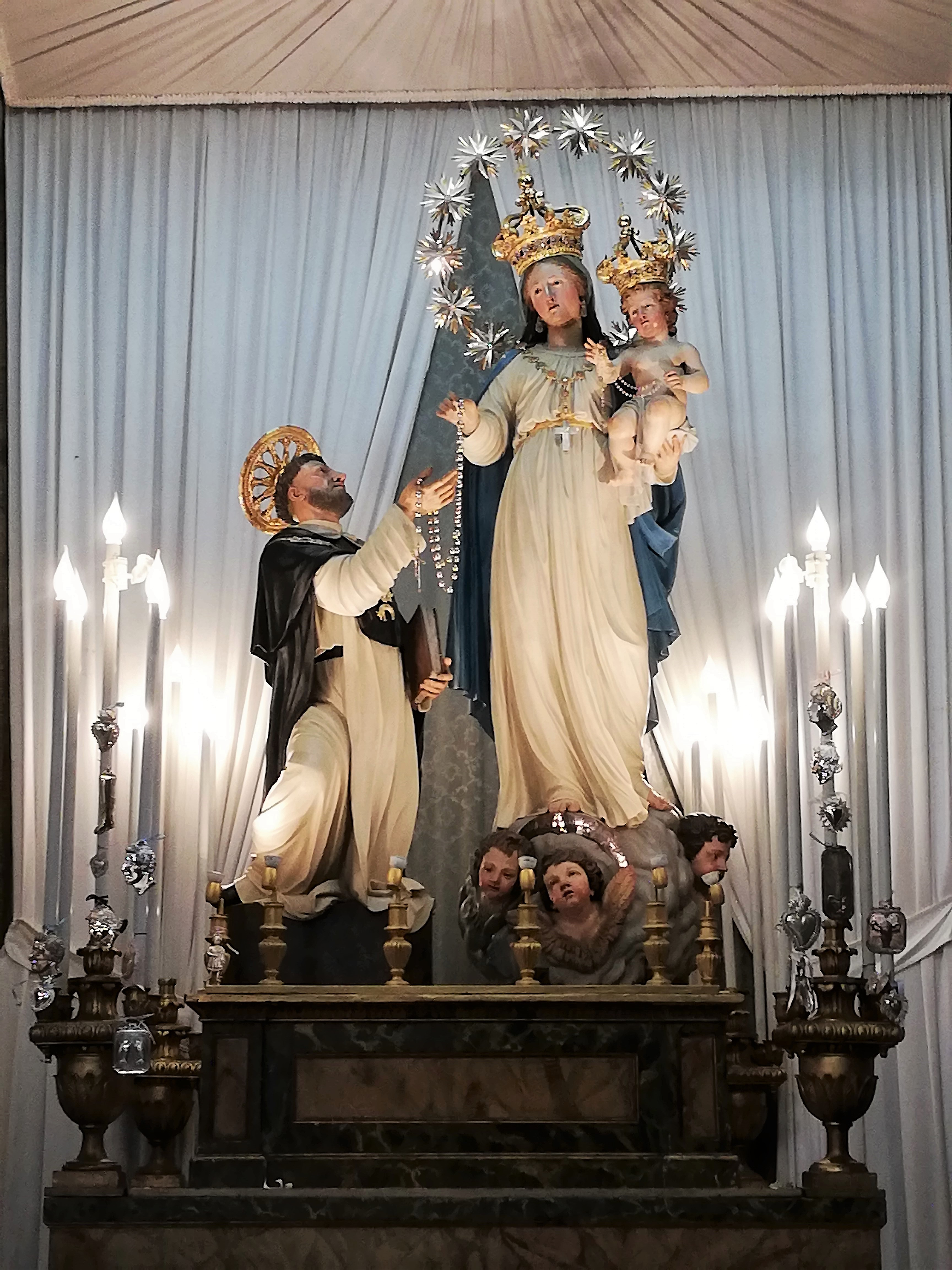
Nostra Signora del Rosario, chiesa di San Domenico di Palermo.

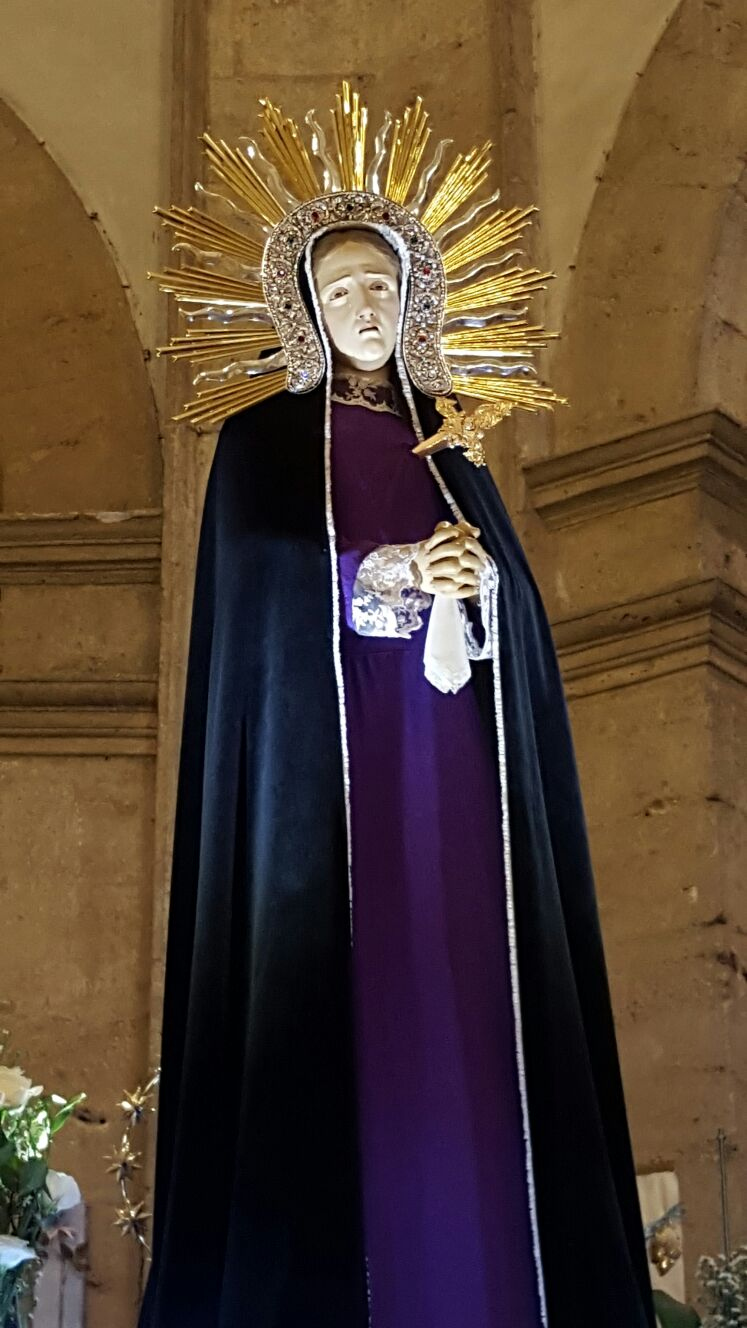
Maria Santissima Addolorata ai Cassari.

Girolamo Bagnasco (Palermo, 30 settembre 1759 – 12 dicembre 1832) è stato uno scultore italiano, esponente del tardo barocco e classicismo, conosciuto anche per i suoi pastori da Presepe.

## Biografia
Bagnasco è il capostipite di una famiglia di scultori attivi a Palermo e in tutta la Sicilia. Incoraggiato dal duca di Serradifalco, che lo sostiene a proprie spese per tre anni, frequenta l'Accademia della Regia Università di Palermo.
Definito lo scultore di Dio per via del rapporto esclusivo di committenza con alcuni Ordini religiosi come i Carmelitani, i Mercedari ed anche i Domenicani.
Suo figlio Nicolò Bagnasco (1792-1827) ha lavorato alla decorazione scultorea della Porta Felice. Un altro membro noto della famiglia è Rosario Bagnasco (* 1845).

## Opere

### Agrigento e provincia
- 1826, San Giovanni Battista, statua lignea, attribuzione, opera custodita nel duomo di San Giovanni Battista di Campobello di Licata.
- XIX secolo, Sacro Cuore di Gesù, statua lignea, opera custodita nella chiesa di Maria Santissima degli Agonizzanti o del Purgatorio di Canicattì.
- 1812, San Michele Arcangelo, statua lignea, opera custodita nella chiesa del Santissimo Rosario di Lucca Sicula.[4]
- 1812c., Madonna Addolorata, statua lignea, attribuzione, opera custodita nella chiesa del Santissimo Rosario di Lucca Sicula.[5]

### Caltanissetta e provincia
- XIX secolo, San Francesco d'Assisi, statua lignea, opera custodita nella chiesa di Sant'Antonio di Mussomeli.

### Catania e provincia
- XIX secolo, Sant'Antonio di Padova, statua lignea, opera custodita nella chiesa di Sant'Antonio di Padova di Maletto.
- XIX secolo, San Vincenzo Ferreri, statua lignea, opera custodita nella chiesa di Sant'Antonio di Padova di Maletto.
- 1788, Cristo Redentore, statua lignea, opera custodita nella chiesa madre di San Nicolò e del Santissimo Salvatore di Militello in Val di Catania.
- XIX secolo, Sacro Cuore di Gesù, statua lignea, attribuzione, opera custodita nella cappella eponima della chiesa madre di San Nicolò e del Santissimo Salvatore di Militello in Val di Catania.

### Messina e provincia
- XIX secolo, Immacolata Concezione, statua lignea, opera custodita nella chiesa di Santa Caterina di Galati Mamertino.

### Palermo e provincia
- 1810 ante, Immacolata, statua lignea policroma, documentata presso la chiesa di Sant'Anna l'opera è custodita presso il duomo di Maria Santissima del Carmelo di Bolognetta.
- 1810 ante, Madonna del Rosario, gruppo statuario, opera custodita presso il duomo di Maria Santissima del Carmelo di Bolognetta.
- 1817, San Giuseppe che conduce per mano Gesù , opera custodita nella chiesa di San Giuseppe di Campofelice di Fitalia.
- 1809 Santa Rosalia, opera custodita nella chiesa del S.S Crocifisso, Belmonte Mezzagno
- 1816, San Giuseppe con Bambino, statua lignea, opera custodita nel duomo di Sant'Erasmo Vescovo di Capaci.
- 1813, Presentazione di Gesù al Tempio, scultura, opera custodita nella chiesa di Santa Maria della Catena di Gangi.
- 1809 ante, Madonna del Carmelo, legno policromo, attribuzione, opera commissionata dalla Congregazione della Madonna del Carmelo con sede nella chiesa di San Michele Arcangelo di Marineo.
- 1787, Cristo alla colonna, statua lignea, opera autografa custodita nel Museo diocesano di Monreale.
- XIX secolo, Madonna e Gesù bambino, statua lignea, opera custodita nella chiesa della Madonna del Carmine di Montelepre.
- 1832, San Giorgio e Santa Margherita, gruppo autografo, opera iniziata dal figlio Nicolò e documentata da Agostino Gallo come la sua ultima scultura, custodita nella chiesa di San Giorgio Megalomartire di Piana degli Albanesi.
- XIX secolo,  San Giuseppe, San Pasquale Baylòn, San Calogero, statue lignee, opere custodite nel duomo del Santissimo Redentore e San Nicolò di Bari di San Giuseppe Jato.
- XIX secolo, Statue, sculture in legno, opere custodite nel duomo di Maria Santissima delle Grazie di Terrasini.
- 1770, Vergine, statua lignea, opera custodita nella chiesa Sant'Antonio di Padova di Borgetto.
- XIX secolo, San Giovanni di Dio, titolare della confraternita, attribuzione d'opera proveniente dalla distrutta chiesa dell'Annunziata dell'Ospedale dei Fatebenefratelli e custodita nella chiesa di Santa Margherita di Polizzi Generosa.

#### Palermo
- XIX secolo, San Francesco di Paola, statua lignea, opera custodita nella chiesa di Sant'Agostino (detta di Santa Rita).
- XIX secolo, Madonna del Santo Rosario raffigurata col Bambin Gesù e San Domenico, gruppo scultoreo ligneo, opera custodita nella chiesa di San Domenico.[2]
- 1790, Maria Santissima della Mercede, commissione del 1790, scultura in legno policromo documentata già nella chiesa dell'Immacolata Concezione ai Cartari dei Mercedari riformati scalzi e custodita nella chiesa di Gesù e Maria alla Mercede in piazza Sant'Anna 20 ai Lattarini.[2][6]
- 1813, Maria Santissima della Mercede, commissione del 1813, scultura in legno policromo custodita nella chiesa di Santa Maria della Mercede del quartiere Capo.[2]
- XVIII secolo, San Pietro Nolasco, scultura in legno policromo documentata nel convento dei Mercedari riformati scalzi sotto il titolo dell'«Immacolata Concezione», oggi custodita nella chiesa del Capo di Palermo.[7]
- XVIII secolo, Bassorilievi, manufatti lignei documentati nella chiesa di Santa Maria degli Angeli.[8]
- XVIII secolo, Presepi, manufatti lignei documentati come intensa attività in città e varie località.[8]
- 1813, Incarnati, manufatti lignei comprendenti il volto (la testa), gli arti (le mani) e il perfezionamento del Bambinello Gesù, interventi eseguiti sulla statua raffigurante Maria Santissima del Carmelo di Ballarò, opera custodita nella chiesa del Carmine Maggiore.
- 1790c., Maria Santissima Addolorata, statua lignea, opera commissionata dalla Confraternita Maria Santissima Addolorata ai Cassari temporaneamente custodita nella chiesa di Santa Maria La Nova.

### Trapani e provincia
- XIX secolo, San Giuseppe con il Bambino, statua lignea, attribuzione, opera custodita nella chiesa di Sant'Oliva di Alcamo.[9]
- 1802, San Salvatore, statua lignea, opera autografa custodita nella basilica cattedrale del Santissimo Salvatore di Mazara del Vallo.

## Bottega dei Bagnasco
La famiglia Bagnasco, oriunda da Torino, stabilitasi in Sicilia nei primi anni del XVIII secolo, è impegnata principalmente nella scultura in legno.
Capostipite Giovanni Bagnasco senior. Nell'ambito familiare fra rami e livelli generazionali contigui si riscontrano ripetuti casi di omonimia che generano incongruenze cronologiche sull'attribuzione delle opere. Fonti frammentarie e spesso discordanti comportano una continua revisione della voce e dettano la necessità circa la definizione di un albero genealogico univoco. 

### Eredi di Girolamo

#### Nicolò Bagnasco
Nicolò figlio di Girolamo (1791 - 30 giugno 1827), fu scultore in legno e in marmo. Morì a 35 anni nel 1827.

##### Opere
- XIX secolo, Cariatidi, sculture, opere poste a decoro del passaggio superiore di Porta Felice a Palermo.[1][8]

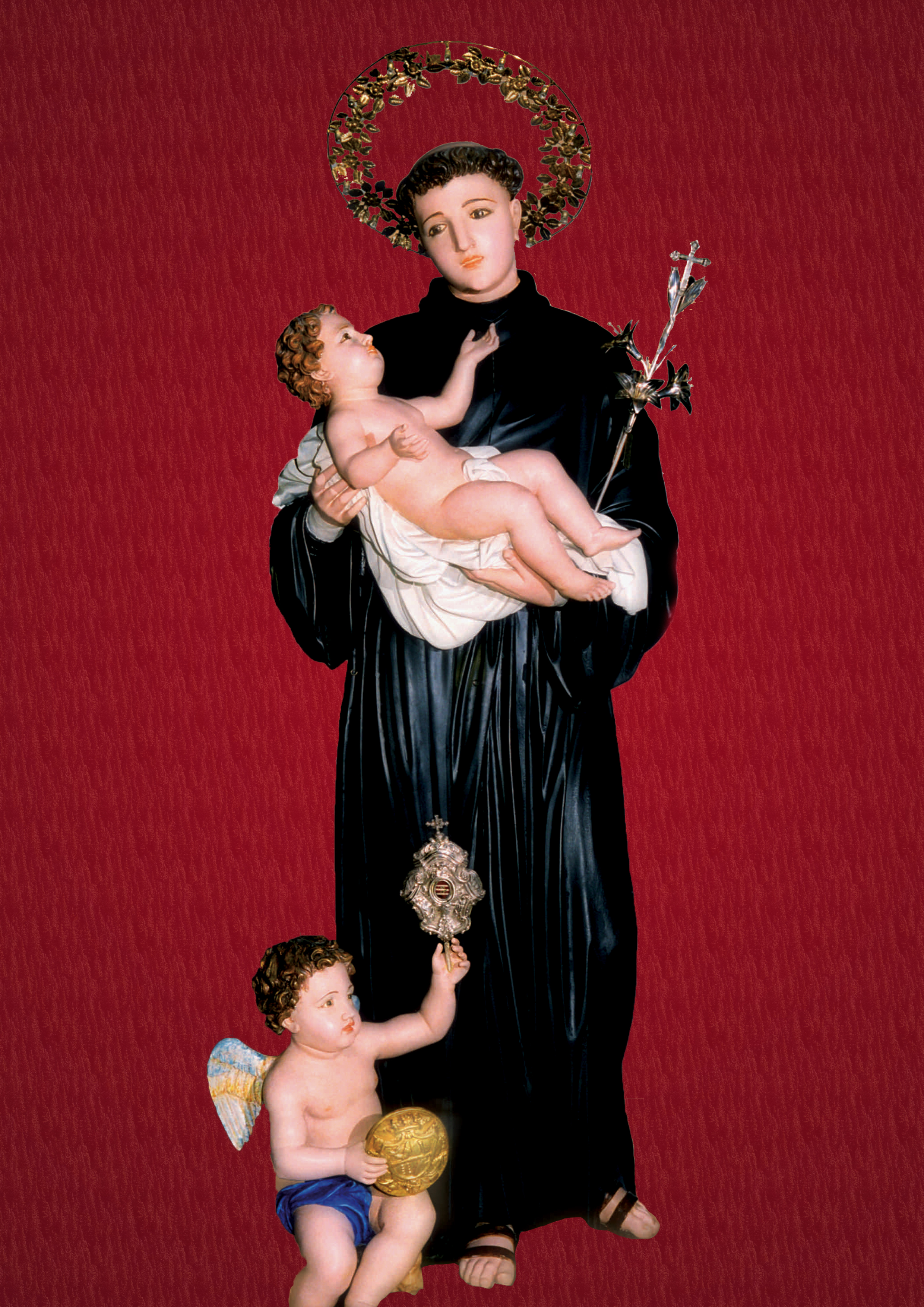
Raffigurazione lignea di Sant'Antonio di Padova realizzata dallo scultore Girolamo Bagnasco. La statua è custodita nella Chiesa di Sant'Antonio di Padova a Maletto (CT) ed è di proprietà della Parrocchia SS. Cuori di Gesù e Maria di Maletto della quale il Santo è il Patrono.

- Raffigurazione lignea di Sant'Antonio di Padova realizzata dallo scultore Girolamo Bagnasco. La statua è custodita nella Chiesa di Sant'Antonio di Padova a Maletto (CT) ed è di proprietà della Parrocchia SS. Cuori di Gesù e Maria di Maletto della quale il Santo è il Patrono.XIX secolo, Erme, sculture, manufatti posti all'ingresso delle Mura delle Cattive.[1]
- 1813, San Rocco, statua in pietra calcarea, scultura collocata nella piazza del mercato di Scordia.
- XIX secolo, Venere, scultura, opera documentata.[8][11]
- 1826, luglio. Statue, manufatti realizzati e documentati per la commemorazione funebre di Giuseppe Piazzi.[12]
- XIX secolo, Stalli, 97 manufatti lignei del coro, attività svolta in collaborazione con Francesco Regio, opere custodite nella chiesa di San Nicolò l'Arena di Catania.
- XIX secolo, San Giorgio e Santa Margherita, gruppo incompiuto e documentato da Agostino Gallo, completato come ultima scultura dal padre Girolamo, opera custodita nella chiesa di San Giorgio Megalomartire di Piana degli Albanesi.
- XIX secolo, Sant'Antonio Abate, statua lignea, opera custodita nel museo - chiesa di Sant'Antonio Abate di Castiglione di Sicilia.
- 1818 - 1822, Coro, manufatto ligneo di forma semicircolare, opera realizzata per l'Abbazia di San Filippo di Agira.
- XIX secolo, San Francesco di Paola, statua lignea, opera custodita nella chiesa di Sant'Agostino di Naro.
- 1795 (?),[13] Altare, manufatto ligneo, attività svolta in collaborazione con Giosuè Durando, opera custodita nella chiesa del Santissimo Salvatore di Naro.
- XIX secolo, Ciclo di statue lignee raffiguranti la Madonna del Rosario, il Bambino Gesù detto di Capodanno e San Vincenzo Ferreri. Attorno all'altare della Madonna del Rosario realizzò quindici pannelli raffiguranti i Misteri del Rosario. Opere custodite nella chiesa di San Domenico del convento dell'Ordine dei frati predicatori di San Domenico di Guzmán di Canicattì.

#### Rosario Bagnasco (figlio di Girolamo)
Opere principali:
- 1837, San Domenico, statua, opera documentata nella chiesa di San Domenico di Erice.
- 1837c., Santa Filomena, San Vincenzo Ferreri, San Domenico, Nostra Signora del Rosario, statue, opere custodite nella chiesa di San Michele di Erice.[14]
- XIX secolo, San Francesco d'Assisi, statua in lignea, opera custodita nell'altare eponimo della chiesa di San Paolo di Solarino.
- 1874, San Giorgio a cavallo, statua lignea, opera custodita nel duomo di San Giorgio di Ragusa.
- XIX secolo, Sacro Cuore di Maria e San Giuseppe, statue lignee, opere custodite nella chiesa di San Giuseppe di Casteltermini.
- XIX secolo, Sant'Antonio Abate e San Francesco di Paola, statue lignee, opere custodite nel duomo di San Vincenzo Ferreri di Casteltermini.
- XIX secolo, Vocazione di San Pietro e Consegna delle chiavi del Paradiso, bassorilievi, manufatti eseguiti su disegni di Giovanni Patricolo, opere documentate nella Cappella Palatina.[15]

#### Giovanni Bagnasco
Giovanni figlio di Girolamo.

### Giovanni Bagnasco
Giovanni fratello di Girolamo. Esperto e maestro in ornati di fogliami e arabeschi.

#### Opere
- XVIII secolo, San Giuseppe, statua lignea, opera custodita nella chiesa di San Giuseppe di Carini.

#### Nicolò Bagnasco
Nicolò figlio di Giovanni.

#### Rosario Bagnasco
Rosario figlio di Giovanni morto il 3 marzo 1832 a 58 anni.

### Francesco Bagnasco
- Francesco Bagnasco, avvocato legale. Nato a Palermo nel 1790c., morto a Messina nel 1850 c.

È soprattutto ricordato come un politico e un importante patriota, insieme al fratello Rosario, scultore.
Il 22 dicembre 1849 fu trasferito nella cittadella di Messina. Morì poco tempo dopo in carcere, col sospetto di essere stato avvelenato.

### Giuseppe Bagnasco
- Giuseppe Bagnasco, pittore. Nato a Palermo nel 1807 e morto nel 1882.[3]

### Rosario Bagnasco
- Rosario Bagnasco, patriota. Nato nel 1810 e morto a Palermo il 13 settembre 1879.[3]

Scultore, è soprattutto ricordato come un politico e un importante patriota, insieme al fratello Francesco, avvocato legale.
Rosario Bagnasco altrimenti noto come Rosario Bagnasco Bonetti (Palermo, 1845 - ?), fu uno scultore italiano sia in pietra ma principalmente in legno, particolarmente attivo a Palermo.
Studiò design con suo zio, il pittore Giuseppe Bagnasco, ma è stato apprendista nella modellazione in argilla con lo scultore Nunzio Morello. Da lì ha lavorato con Giovanni Duprè a Firenze, e poi a Roma con Giulio Monteverde. Tornato a Palermo nel 1873, vinse una gara completando un bassorilievo in marmo raffigurante Federico II che pone la prima pietra per il Palazzo della Città. Nel 1880 vince un altro premio a Catania. La sua residenza a Palermo potrebbe non aver permesso che le sue abilità fossero utilizzate al meglio.
Tra le sue opere:
- Un primo dolore, completata a Firenze, e premiata con medaglia d'argento all'Esposizione di Siracusa;
- E' pazza, (stucco);
- L'angelo caduto, (stucco);
- L'Uragano (marmo);
- Doni dell'Onda e Aurora, statuette in marmo;
- Le donne di Messina, gruppo, (stucco);
- I Vespri siciliani, (Scena in stucco);
- Busti del Maestro Petrella e Filippo Parlatore.[17]
- 1878, Sepolcro, monumento funebre in marmo, ospitante i resti di Rosolino Pilo traslati dalla basilica abbaziale di San Martino delle Scale e seppelliti nella chiesa di San Domenico.
- 1901.  Sacra famiglia, gruppo scultoreo ligneo, presso la chiesa di san Giuseppe/Sant'Anna a Ciminna.
- 1910, Vergine Maria, statua lignea, opera custodita nella chiesa dell'Assunta.

### Salvatore Bagnasco
Salvatore Bagnasco (?, - ?), fu uno scultore italiano particolarmente attivo a Palermo.
- 1840 - 1841, San Sebastiano Martire, statua in legno policromo, opera custodita nella chiesa di San Sebastiano di Ciminna.